# 国鉄DD17形ディーゼル機関車
国鉄DD17形ディーゼル機関車（こくてつDD17がたディーゼルきかんしゃ）は、1983年に登場した、日本国有鉄道（国鉄）の除雪用ディーゼル機関車（ロータリー式）である。
本項では、東日本旅客鉄道（JR東日本）への継承後に標準軌に改軌されたDD19形ディーゼル機関車（DD19がたディーゼルきかんしゃ）についても記述する。

## 概要
当時ロータリー除雪車の標準型となっていたDD14形ディーゼル機関車は、2基の DMF31SB-R ディーゼル機関（500 ps / 1,500 rpm）を搭載し、そのうち1基を除雪用、もう1基を走行用として使用することにより単独で排雪列車として運行することが可能な設計となっていた。しかし実際には排雪能力の不足や運行速度等の面から単独で使用されることはほとんどなく、後部にDD13形ディーゼル機関車やDE10形ディーゼル機関車を後押し用補助機関車（補機）として連結するか、同形のDD14形を背中合わせに連結する背向重連とし、本務機の2基の機関出力を全て排雪に使用するという機関車2両運転がほとんどであった。
排雪列車が常時機関車2両で運行されるのは、運行費用や整備費用等の経費面からみても経済的とはいえないため、機関車1両で 1,000 ps 級の除雪能力を持ち、なおかつ自走可能というDD14形背向重連並みの性能を持つ車両が望まれていた。DD53形ディーゼル機関車はほぼ同等の性能を持っているが、1982年度時点で登場から17年経過していて設計が古いこと、大型機関2基による 2,200 ps 除雪対応のために機器が大型化していて扱いづらく、またDD14形の置き換え用としては過剰性能であったこと、そして設計に起因する種々の不都合が実運用で明らかになっていたことから、DD53形の追加製造には至らなかった。当時の日本国有鉄道（国鉄）の財務状況に鑑みると車両投入費用は極力抑制したかったことなどもあり、そこで当時余剰になっていたDD51形を活用して、その507号機（1966年3月15日三菱重工業製）を鷹取工場で改造して1983年3月29日に落成したのがDD17形（DD17 1）である。

## 構造
台車・機関・ブレーキ部品・電気部品など機器の大半は種車のものを再用し、液体変速機にはロータリー用出力軸を増設する改造を行っている。種車の軸重可変装置（14 t / 15 t の可変）は省略され、軸重は 14 t に固定された。
2基の機関は常に1基を除雪用、もう1基を走行用として使用する。なお無雪期の走行では、放熱器の冷却性能の関係で機関1基のみにより運転される。両頭式であるため、後補機は連結することができず、DD14形やDD53形のように走行専用の後補機を連結して自機の機関を2基とも排雪用に振り向けることはできない。また、除雪作業中の機関故障といった緊急時には、機関1基で走行と除雪装置の駆動を行うことも可能であった 。
|                                    | DD14（機関2基） | DD17（→DD19） | DD53（機関2基） |
| ---------------------------------- | --------------- | ------------- | --------------- |
| 排雪用機関出力（ps）               | 1,000           | 1,100         | 2,200           |
| 排雪能力（t/h） （雪の比重 = 0.4） | 4,000 - 6,000   | 6,000 - 8,000 | 10,000 - 14,000 |
| 除雪速度（km/h）                   | 3 - 5           | 8 - 15        | 15 - 20         |
| 最大除雪幅（m）                    | 6.0             | 6.0           | 6.0             |
| 軸重（t）                          | 14.5            | 14            | 13.5 - 15.0     |

車体は、前方見通しの確保や投雪状況の確認などの見地から、箱型の両運転台式車体を新製した。前頭車から除雪制御を行うDD53形と異なり、機関車本体から除雪制御も行うため、運転台・除雪操作台の位置を高くしている。外板塗色は、運転室手すり・踏段の白色を除いて朱色4号の1色に塗装された。
車体両端には1軸先台車を備えた着脱式のロータリー式除雪装置がリンク装置により取り付けられる。この除雪装置はDD14形の除雪装置を基に改良された新設計のもので、機関車全長や機関の違いに合わせて寸法と投雪軸の変速機を変更、DD14形では投雪方向が左右2方向のみに限られていたものを、投雪口を回転式として投雪方向の選択範囲を 240° まで拡大し、住宅地などにおける前方投雪や軌道脇への接近投雪、トンネル入口直前における斜め後方への投雪を可能としたほか、かき寄せ車の羽根形状や投雪用羽根車の枚数（DD14形の4翼に対し、性能比較のため1端側は6翼、2端側は5翼として製造された）などの各部にも種々の改良が施されている 。
| 前頭部のロータリー式除雪装置 |  | 除雪装置への出力軸※両画像ともDD19への改造後  |
| 前頭部のロータリー式除雪装置 |  | 除雪装置への出力軸 ※両画像ともDD19への改造後 |

## 使用状況
DD17形は老朽化したDD14形初期車の置き換え用として登場したが、その後の降雪量の減少による排雪列車の運転頻度の低下や、1980年代半ばにローカル線の廃線が相次いだことによる置き換え需要の減少（DD14形初期車の純減）のため、結局1両のみの改造に留まっている。この1両 = DD17 1は郡山機関区（1987年3月より郡山運転所、同4月JR東日本に承継、1990年12月より郡山運輸区）に配置され、1984年1月には奥羽本線福島駅 - 米沢駅間の板谷峠で初の運用に投入されたが、その直後に大沢駅 - 関根駅間で除雪作業中に脱線、一度は復旧したものの峠駅 - 大沢駅間でも脱線事故を起こし、結果的に福島駅 - 米沢駅間を約10時間不通にした 。事故後整備され脱線対策としての除雪装置の重量配分や台車軸バネの改修 を経た後は、主に会津若松運転区（1989年3月より会津若松運輸区）に駐在して磐越西線や只見線などの除雪に用いられていたが、1991年の奥羽本線改軌時にDD19形へと再改造され、形式消滅した。

## DD19形
奥羽本線の福島駅 - 山形駅間では1992年よりミニ新幹線方式による山形新幹線が運行されることになり、それに伴う同区間の標準軌への改軌（1991年11月）に合わせて、 DD17 1は1991年秋に改軌改造を施工し、1992年1月31日付でDD19形（DD19 1）へと形式変更された。改造工事は川崎重工業兵庫工場で実施され、このため1991年7月中旬に郡山貨物ターミナルから川崎重工業兵庫工場まで甲種輸送された
主な改造点は、標準軌の台車を新製し、狭軌台車から交換されたことである。これにより、外観において種車のDD51形から引き継いだ部分は、ほぼなくなった。さらに保安装置をATS-SからATS-Pに変更、ブレーキ装置は直通予備ブレーキを新設した。機関室内の天井から吊り下げ形のATS-P制御装置が新設された。
改造後は山形運転所（1992年7月より山形電車区、2004年4月より山形車両センター、2019年4月より山形新幹線車両センター）に配置され、主に福島駅 - 米沢駅間の板谷峠越え区間の除雪に使用された。ロータリー車は特に降雪量の多い時にしか出動しないため、実際の使用頻度はごく少なかったが、大雪の時の切り札として山形新幹線の冬季の運行を守る役目を担った。
種車の製造から42年、DD17形への最初の改造から25年が経過して老朽化が進んだことと、後継として動力車操縦者運転免許の不要な保線機械扱いの除雪車両（ENR1000形モーターカー）が就役したため、本形式はラッセル式のDD18形ディーゼル機関車とともに2007年冬季の終了（2008年春）をもって運用を離脱し、同年9月8日付で廃車された。